# Argyrodite
L'argyrodite est un minéral rare de sulfure d'argent et de germanium, de formule Ag8GeS6, opaque aux reflets métalliques, gris ou noir.
Il a été découvert par Clemens Winkler en 1886 dans la mine d'Himmelsfürst, dans les Monts Métallifères, Freiberg, Saxe, Allemagne. 

## Description
L'argyrodite a été le premier minéral du groupe des argyrodites à être identifié.
Ce minéral opaque présente une couleur grise foncée avec dans certains cas des nuances bleuâtres ou pourprées. Il s'agit d'un minéral sensible au rayonnement lumineux qui lui donne une couleur noire.
L'argyrodite est souvent accompagnée de galène, de sphalérite ou de pyrite.

## Utilisation
L'argyrodite est notamment utilisé comme conducteur ionique soufré.
Ce minéral est également employé comme électrolyte solide dans certaines prototypes de batterie et fait l'objet de recherches,.

## Étymologie
Son nom vient du grec αργυρώδης, qui signifie « porteur d'argent » (argentifère), en raison de ses reflets métalliques.